# 芝玉路
芝玉路（通用漢語：ZhiYu Rd.，威妥瑪拼音：Chihyü Rd.）位於臺北市士林區芝山岩次分區石角地區，為芝山、天母、德行一帶連絡外雙溪、士林的次要幹道。昔日此道路為連通芝山到玉潮坑（小字）的主要道路，故以傳統地名方式將兩地名首字合併命名。現今街廓南起自仰德大道、至誠路和福林路復興橋頭，北迄於士東路（昔日芝東路路段）。

## 概述

### 歷史
芝玉路一帶鄰近中華民國國家安全局、情報局等重要設施，且加上岩山新村的聚成，芝玉路成為國民政府遷台後地區的主要聯絡要道。也因芝玉路眷村為軍情局人員、眷戶籌資自力興建，富有軍情文化的新村，臺北市文化局經文資委員會審議，原公告登錄岩山新村為「文化景觀」，審議後於2015年10月26日改登錄為「歷史建築」。芝玉路一段79巷2號為王定先之住所，曾擔任正聲廣播電台我為你歌唱主持人，可見證電台發展之歷史。目前岩山新村由國防部政治作戰局管理，依據「國軍老舊眷村改建條例第三條、第五條修正草案」列入改建管理對象。芝玉路最早出現於1976年〈臺北市街道圖〉，二段路廓至天母二路（今天母東路）三玉國小一帶並轉彎匯入至天母二路路底。1977年〈臺北市街道圖〉更是分支至下東勢一帶東安地區（東安農牧場、東安宮）、猴洞地區，也為今日的下東勢產業道路和東山路2巷一帶。1983年〈臺北市行政區劃圖〉中，芝玉路仍存，原芝東路一二段、中十二街合併拓寬成為士東路，並且於山腳轉彎延伸連接至天母東路，也為今日東山路前段路廓雛形。1995年〈臺北市街道圖〉中，啟明學校和天母國中已建；而於1997年〈臺北市土地使用分區圖〉才截斷至今日忠誠路130巷。最終於2003年〈二萬五千分之一經建版地形圖(第四版)〉中，因天母棒球場和天母運動公園的建成而截斷。

### 交通
本路段因為為田邊的舊街道，路幅較窄且道路較蜿蜒，故沒有公共運輸服務。芝玉路路相於芝玉停車場至九龍宮路段和芝玉路一段223巷至德行東路260巷路段為雙向雙線道，德行東路260巷至士東路200巷路段為順號單向單線道，其餘路段（一段至芝玉停車場路段和二段全段路段）為雙向單線車道。此外，因芝玉路一段路口為為五面向（仰德大道一段、福林路、至誠路一段、芝玉路一段、仰德大道一段2巷6巷）七車道分流之路口，故時有車流管制。芝玉路至忠義街123巷路段禁行大客車，且平日07:00-09:00（GMT+8）禁止車輛由至誠路仰德大道口端進入；每日21:30-22:00禁止車輛自兩端進入。芝玉路口平常日07:00-09:00，16:00-19:00且假日05:00-21:00禁止左轉至仰德大道。全路段速限30公里。雖然地理環境上芝玉路為聯通士林、自強隧道至天母、石角之捷徑，但因路幅狹窄，多處急彎和多處叉路等原因，常常出現交通紛爭和事故。也因此在2012年市政府曾嘗試改為單向道。

## 沿途區域、地標及分段

### 沿途地點
- 雨聲醫院
- 臨山宮
- 芝山宮
- 石角古道
- 岩山新村
- 謝家老宅
- 士林芝山曹家古厝群
- 天母運動公園（道路終點，實際地址為忠誠路二段和士東路所屬）

### 分段和里界
芝玉路由德行東路分段為兩段，芝玉路一段1號至195號歸屬岩山里；雙號196號-238號歸屬芝山里；單號201號-237號歸屬聖山里。芝玉路二段至41巷前單數號為天母次分區的三玉里，而後續門牌則屬芝山里範圍。

### 段籍
芝玉路一段東西側各別為芝山段一小段和芝蘭段四小段；芝玉路二段東西側芝蘭段一小段和天玉段一小段。

## 資料來源
1. ↑  臺北市道路命名及門牌編釘自治條例
2. ↑  臺北市道路列表#兩端地名組合
3. ↑  台北百年歷史地圖.中央研究院
4. ↑  .   [2021-11-02]. （原始内容存档于2021-11-05）.
5. ↑  .   [2021-11-02]. （原始内容存档于2018-01-02）.
6. ↑  .   [2021-11-02]. （原始内容存档于2021-11-05）.
7. ↑  .   [2021-11-02]. （原始内容存档于2021-12-19）.
8. ↑  http://163.29.251.188/botedata/%E4%BA%A4%E9%80%9A%E6%B5%81%E9%87%8F/105%E5%B9%B4%E5%BA%A6/%E8%B7%AF%E5%8F%A3/N27.htm
9. ↑  芝山岩派出所
10. ↑  .   [2021-11-02]. （原始内容存档于2021-11-03）.
11. ↑  .   [2021-11-02]. （原始内容存档于2021-11-07）.
12. ↑  地理資訊科學研究專題中心NLSC行政區村里界圖
13. ↑  地理資訊科學研究專題中心NLSC段籍圖